# Magyar írók élete és munkái – új sorozat (Gulyás)
A Gulyás Pál által szerkesztett Magyar írók élete és munkái – új sorozat egy nagy terjedelmű, tágabb értelemben vett magyar irodalmi lexikon a 20. század első feléből. Tulajdonképpen Szinnyei József Magyar írók élete és munkái című könyvének folytatása. Szinnyei az 1900-as évek elejéig gyűjtötte a tágabb értelemben vett magyar irodalom képviselőit (szépírók, költők, újságírók, tudósok, filozófusok, teológusok stb.), Gulyás a 20. század első felének magyar íróit gyűjtötte lexikonába, de készített kiegészítéseket is Szinnyei adataihoz.
A mű kiadása az 1940-es években elakadt, majd az 1990-es években folytatódott. A 2000-es évek elején forráshiány miatt ismét leálltak a kiadásával, hátralévő (tekintélyes) része máig kéziratban van. A könyv 21 megjelent kötetével és kéziratos részével a létező legnagyobb (papíralapú) egyszerzős magyar irodalmi alkotás, amelyet nagyban növel tudományos értéke. A Magyar katolikus lexikon megfogalmazása szerint a mű „nemzeti életrajzi alaplexikon, a legteljesebb írói életrajz-gyűjteményünk”.

## Előzmények
A Magyar írók élete és munkái – új sorozatának előzményei a Szinnyei József-féle Magyar írók élete és munkái című, igen terjedelmes életrajzi lexikon, amely 1891 és 1914 között jelent meg 14 kötetben a szerző több évtizedes kutatásai után. Szinnyei 1913-ban 83 éves korában elhunyt, jegyzetei alapján fia, Szinnyei Ferenc fejezte be és jelentette meg az utolsó kötetet 1914-ben. 
Mivel a megírás alatti közel negyed évszázadban sok új író született / bontakozott ki, komolyabb pótlások váltak szükségessé a sorozathoz. Nem sokkal a sorozat befejezése után a Magyar Tudományos Akadémia akkori főtitkára, Heinrich Gusztáv irodalomtörténész felvetette egy újabb sorozat kiadásának ötletét, ami összhangban volt Szinnyei József akaratával. Ugyanis a szerző teljes kéziratos hagyatékát a Magyar Nemzeti Múzeumra hagyta annak reményében, hogy talán akadnak majd hozzá hasonlóan önzetlen emberek, akik folytatják a nagy művet. 
A folytatást egyéb tudományos teendői miatt Szinnyei Ferenc már nem vállalta el, viszont javaslatára merült fel 1915-ben a fiatal bibliográfus, Gulyás Pál neve. Gulyás, aki már több hasonló természetű kutatást végzett, nagy örömmel fogott a munkába, amelynek azonban hatalmas voltát ekkor még – saját állítása szerint – távolról sem sejtette.

## Kutatástörténet
Az elkövetkező években Gulyás összesen 15 budapesti napilap 316 évfolyamának 3720, 25 vidéki napilap 527 évfolyamának 7186 kötetét, azaz 843 évfolyam 10 906 kötetét tette vizsgálat tárgyává nagy mennyiségű szakkönyv átrostálása mellett. Több száz kérdőívet is kiküldött irodalmi munkássággal bíró személyekhez, azonban ezeknek töredéke került hozzá kitöltve. Felhasználta az új, telefonos adatgyűjtési módot is, azonban ez sem eredményezett komolyabb adathalmazokat.

## A mű megjelentetése

### Kiadási kísérletek, az 1925-ös Magyar életrajzi lexikon
A gyűjtési munka nehézségét csak a kiadás körül mutatkozó bonyodalmak múlták fölül. A több mint 100 éve elkezdett, hiánypótló munkáról elmondható, hogy végig akadozott, és tulajdonképpen máig sincs befejezve. A problémák egyből az első világháború idején elkezdődtek. A háború és az azt követő gazdasági nehézségekkel terhelt időben a Magyar Tudományos Akadémia nem tudta vállalni a kész kéziratok megjelentetését. 
Az 1920-as évek közepén az akkoriban a Magyar Nemzeti Múzeum főigazgatói pozíciójában lévő Hóman Bálint rábeszélte Gulyást, hogy fogadja el a Lantos Rt. ajánlatát, amely vállalta a mű kiadását. Bár Gulyás ebbe belement, és 1925 és 1929 között 6 füzetre bontva megjelent az I. kötet egy része Magyar életrajzi lexikon – Szinnyei József Magyar írók élete és munkái kiegészítő sorozata címen, azonban később gazdasági okok miatt leállt a kiadás, és nyomda birtokában lévő „B”-betűs kézirat egy része el is veszett. (Ez utóbbit Gulyás saját bevallása szerint „csak igen tökéletlenül” tudta pótolni.)

### Az első 6 kötet (1939–1944)
Évek teltek el Gulyás megfogalmazása szerint „a mű kiadatásának legcsekélyebb reménye nélkül”. Ugyan 1934-ben nyugdíjba kényszerült, viszont ekkor ismét fölkereste az ekkor kultuszminiszterként működő Hóman Bálint, és nélkülözhetetlennek minősítette a vállalkozást. Egyúttal megállapodott Fitz Józseffel, az Országos Széchényi Könyvtár főigazgatójával abban, hogy biztosítsa a további munkát és a könyvtár gyűjteményében való kutatást Gulyásnak. Fitz felkarolta a Magyar írók élete és munkái ügyét, és igyekezett mindent megtenni a kiadás ügyében is. Az ő ötlete volt, hogy a Magyar Könyvtárosok és Levéltárosok Egyesülete jelentesse meg a lexikonsorozatot előfizetési felhívások útján összegyűjtve a megfelelő összeget. 
A Magyar Könyvtárosok és Levéltárosok Egyesülete több száz felhívást küldött szét az országban, azonban mindössze alig 80 előfizetőt sikerült toboroznia. Ez kevés lett volna, így az 1930-as évek végén ismét valószínűvé vált a kiadás elhalasztása, és csak Hóman Bálint közreműködése mentette meg: a Magyar Tudományos Akadémia, ill. a Vallás- és Közoktatásügyi Minisztérium vállalta 50-50 példány megvásárlását, azaz összesen 180-es példányszámmal vágott bele a kiadásba.
Így végül 1939 és 1944 között 6 kötet jelent meg, A-tól Dz-ig tárgyalva az írókat, a fölfedezett régi vagy újabb 17.813 író életrajzával. Gulyás korlátlanul bővíthető lexikonfolyammá tette művét úgy, hogy az új vagy kifelejtett régebbi írók teljes szócikkei mellett a Szinnyei-féle kötetekben már megjelent írók cikkéhez is – az addig közöltek megismétlése nélkül – a korábbi kötetek hasábszámára hivatkozva kiegészítéseket adott meg. Utolsó publikált példányainak többsége az Akadémia épületét ért bombatámadásban pusztult el.

### Nehézségek 1945 után
Nem szűntek meg a nehézségek 1945 után sem – ezúttal ideológiai vonalon jelentkeztek az új problémák. A második világháborút követően hatalomra került kommunista művelődéspolitikusok 1945-től korlátozták, 1948 után akadályozták Gulyás Pál adatgyűjtési lehetőségeit. Így az „E”-től „Z” betűig terjedő életrajzok nem jelenhettek már meg. Gulyás Pál 1963-ban, 82 éves korában elhunyt.
A lexikon alapjául szolgáló gyakran kézírásos, rossz alapanyagú, másodlagosan felhasznált papírdarabokra írt cédula-anyag viszontagságok után, hagyatékként a Magyar Tudományos Akadémia Könyvtára Kézirattárába került. Tudományos körökben ezt követően is ismert és kutatott volt. Gyakori használata és a cédulák rossz minőségű papírja miatt az anyag fokozatosan pusztulásnak indult. Ekkor talált rá dr. Viczián János bibliográfus.

### A 7–19. kötet kiadása (1990–2002)
Fölismerve a munka páratlan értékét, Viczián János úgy döntött: mindent meg fog tenni megmentése és publikálása érdekében. Ezért pályázaton nyert saját költségén fénymásoltatta a cédulákat, és 1981-től elkezdte sajtó alá rendezni a hátralévő anyagot. 1990-ben az Argumentum Kiadónál jóvoltából meg is indult a sorozat folytatása, és 2002-ig megjelenhetett végre 13 kötetbe rendezve (7–19. kötetek) az „E”-től „Ö”-ig tartó rész körülbelül 58 000 életrajza. A már kevés példányban föllelhető első 6 kötetből az első 3-at is kiadták reprint kiadásban.
Az 1990-ben megjelent 7. Gulyás-kötethez Viczián János tájékoztató jellegű bevezető tanulmányt csatolt, illetve mellékelte az eredeti Gulyásból (annak befejezetlensége okán) hiányzó, a felhasznált forrásokat összegző jegyzéket. 
2002-ben forráshiány miatt a kiadási munkálatok elakadtak. Az előző évektől eltérően Viczián 2003-ban hiába adott be 900 000 forintról szóló pályázatot az Országos Kiemelésű Társadalomtudományi Kutatások Közalapítványhoz a munka folytatása érdekében – azt ezúttal elutasították. A kiadás éveken keresztül állt, mígnem 2013-ban Viczián elhunyt.

### A 20. kötettől (2024–)
„Gulyás Pál adatgyűjtésének felhasználásával, id. Szinnyei József közléseit is kiegészítve írta és sajtó alá rendezte Viczián János.” – tudósít a lexikon címlapja.
11 évvel Viczián János halála után fia, Viczián Botond gépészmérnök 2024-ben a 20. kötettől, a P betűtartománytól magánkiadásban („Megjelenését senki nem támogatta.”) folytatja a lexikon anyagának közreadását (ugyancsak 180 nyomtatott példányban). „A kiadó ezúton is megköszöni a szerkesztő testvére, néhai Viczián Margit (1936–2017) védőnő, középiskolai tanár nagylelkűségét, aki végakaratával biztosította a kötet minden körülmények közötti megjelenését.” – olvasható a 2023 januárjában kelt előszóban. 
Az átlagosan mintegy 1000 hasábos (500 oldalas) kötetek küllemükben-tördelésükben hűen követik a korábban megjelenteket, azonban a rövidítések terén van némi eltérés – a modernizálásról a 20. kötet szerkesztői előszava tudósít. A kötet borítójára és címlapjára újdonság gyanánt egy grafikai elem került – a magyar koronás címer, Viczián János szándéka szerint („a középcímer, mint a magyarság összetartozásának jelképe”). 
A sajtó alá rendező Viczián Botond külön honlapot hozott létre a lexikonnak (https://gulyaslexikon.hu/), amelyen nyomon követhető az egyes kötetek megjelenése, ill. beszerezhetősége.

### A hátralévő rész, elektronikus elérhetőség
Gulyás eredeti kéziratának hátralévő része, a „P”-től „Zs”-ig terjedő betűtartomány is elkészült Viczián-feldolgozásában.
Ettől függetlenül az eredeti Gulyás-féle kéziratot a közelmúltban állagvédelmi okból digitalizálták, egyúttal elektronikusan hozzáférhetővé tették. Az MTA Könyvtár és Információs Központ honlapján (http://gulyaspal.mtak.hu/) Magyar írók élete és munkái. Cédulatár címen ingyenesen kutatható. A kézirat a „P”-től „Zs”-ig terjedő szakaszban 27 138 beszkennelt cédulányi adatmennyiséget tartalmaz.
A már megjelent kötetek nagy részét – 15-öt a 19-ből – a Magyar Nemzeti Digitális Archívum és Filmintézet (MaNDA) tette elektronikusan elérhetővé (ld. alsó táblázat).

## Teljes terjedelem
A kéziratban lévő anyagot is tekintetbe véve a teljes sorozat körülbelül 103 000 életrajzot tartalmaz. (Összehasonlításként: a Szinnyei-féle sorozat „csak” mintegy 30 000-t.) A második világháború végéig ebből 6434 hasábnyi (3217 oldalnyi) szöveg jelent meg, majd 1990-2002 között 12 184 hasábnyi (6092 oldalnyi), 2024-ben pedig 8263 hasábnyi (4132 oldalnyi), azaz összesen 26 881 hasábnyi (13441 oldalnyi).
A mű teljes terjedelmét Viczián 30 kötetre és körülbelül 80.000 szócikkre becsülte.

## Kötetbeosztás
A sorozat – más korabeli lexikonokhoz hasonlóan – nem oldal, hanem hasábszámozást használ (a könnyebb visszakereshetőség végett). Egy nyomtatott oldalon két hasábba van tördelve a szöveg, tehát azok száma éppen kétszerese a tényleges oldalszámnak. 

### Gulyás Pál által kiadott kötetek (1939–1944)
| Kötetszám  | Kötetcím                             | Kiadási év | Hasábszám  | Elektronikus elérhetőség |
| ---------- | ------------------------------------ | ---------- | ---------- | ------------------------ |
| I. kötet   | Aaachs – Bálint Rezső                | 1939       | 1247 hasáb |                          |
| II. kötet  | Bálint Sándor – Berényi János        | 1940       | 1271 hasáb |                          |
| III. kötet | Berényi János – Bredeczky Sámuel     | 1941       | 1271 hasáb |                          |
| IV. kötet  | Brediceanu Kajusz – Czeglédi Rozsika | 1942       | 1271 hasáb |                          |
| V. kötet   | Czeglédy Sándor – Doctor Linda       | 1943       | 952 hasáb  |                          |
| VI. kötet  | Doctor Sándor – Dzurányi László      | 1944       | 422 hasáb  |                          |

### Viczián János által kiadott kötetek (1990–2002)
| Kötetszám     | Kötetcím                         | Kiadási év | Hasábszám  | Elektronikus elérhetőség |
| ------------- | -------------------------------- | ---------- | ---------- | ------------------------ |
| VII. kötet    | Ebeczky Béla – Ézsöl Mihály      | 1990       | 423 hasáb  |                          |
| VIII. kötet   | Fa Imre – Ferényi Antal          | 1992       | 939 hasáb  |                          |
| IX. kötet     | Ferenczy Tibor – Füzy Zoltán     | 1992       | 943 hasáb  |                          |
| X. kötet      | Gaál Adorján – Gokler Gyula      | 1992       | 994 hasáb  | Szaktárs-Argumentum      |
| XI. kötet     | Golarski Mici – Gyürky Vidor     | 1992       | 990 hasáb  |                          |
| XII. kötet    | Haader György – Házyné           | 1993       | 903 hasáb  |                          |
| XIII. kötet   | Häcker Bálint – Hollinger Rudolf | 1993       | 885 hasáb  |                          |
| XIV. kötet    | Hollitzer Gyula – Hyrtl József   | 1993       | 858 hasáb  |                          |
| XV. kötet     | Iacob János – Jürkéné            | 1993       | 453 hasáb  |                          |
| XVI. kötet    | Kaál Elek – Kovačević, Iovan     | 1995       | 1131 hasáb |                          |
| XVII. kötet   | Kovács A. Ödön – Lyka Károly     | 1995       | 1307 hasáb |                          |
| XVIII. kötet  | Maácz János – Myskovszky Viktor  | 1999       | 1375 hasáb |                          |
| XIX. kötet    | N. Árpádné – Özséb, P[áter]      | 2002       | 983 hasáb  |                          |
| XX. kötet (!) | P. Ábrahám – Pilczer             | 2004       | 1144 hasáb | Szaktárs-Argumentum      |

### Viczián Botond által kiadott kötetek (2024–)
| Kötetszám    | Kötetcím                          | Kiadási év | Hasábszám  | Elektronikus elérhetőség |
| ------------ | --------------------------------- | ---------- | ---------- | ------------------------ |
| XX. kötet    | P. Alfonz – Patyi László          | 2024       | 978 hasáb  |                          |
| XXI. kötet   | Pátz – Piplics János              | 2024       | 967 hasáb  |                          |
| XXII. kötet  | Pipos Péter – Quotidian Lajos     | 2024       | 944 hasáb  |                          |
| XXIII. kötet | R. Miklós Gyula – Réthly Antal    | 2024       | 1015 hasáb |                          |
| XXIV. kötet  | Réthy – Rzymann Károly            | 2024       | 1048 hasáb |                          |
| XXV. kötet   | S. Albert Bernát – Schulek Vilmos | 2024       | 1112 hasáb |                          |
| XXVI. kötet  | Schuller Adolf – Solymosy         | 2024       | 1112 hasáb |                          |
| XXVII. kötet | Sólyom Alajos – Syrek János       | 2024       | 1087 hasáb |                          |